# 바로 안아줘
〈바로 안아줘〉(即 抱きしめて 소쿠 다키시메테[*])는 ℃-ute의 두 번째 인디즈 싱글이다. 2006년 6월 3일에 업프런트 워크스에서 발매됐다.

## 개요
- PV는 농구공을 기초로 하고 있으며, 배경은 모두 CG이다.
- 센터는 무라카미 메구미이며, 메인 보컬은 무라카미 메구미, 야지마 마이미, 스즈키 아이리이다. 무라카미가 탈퇴한 후에는 하기와라 마이가 그 파트를 이어가고 있다.

| #  | 제목                            | 작사·작곡 | 편곡 | 재생 시간 |
| -- | ------------------------------- | --------- | ---- | --------- |
| 1. | 〈바로 안아줘〉 (即 抱きしめて) | 츤쿠      |      |           |
| 2. | 〈바로 안아줘 (Instrumental)〉  |           |      |           |